# Галя (фільм)
«Галя» — радянський короткометражний художній фільм 1940 року режисера Надії Кошеверової, знятий на кіностудії «Ленфільм». На екрани не вийшов.

## Сюжет
Про талановиту ленінградську дівчинку Галю, яка завершує незакінчену роботу свого батька-скульптора, який пішов на радянсько-фінську війну.

## У ролях
- Євгенія Вдовіна —  Галя
- Марія Барабанова —  Нюрка
- Петро Кириллов —  скульптор Ніконов, батько Галі
- Галина Івановська —  бабуся Галі
- Олексій Бонді —  водопровідник
- Анатолій Кузнецов —  Константинов

## Знімальна група
- Автори сценарію: Сергій Глаголін
- Режисер: Надія Кошеверова
- Оператор: Аполлінарій Дудко
- Композитор: Микита Богословський
- Художник: Афанасій Симоновський